# یانکوف (ناحیه چسکه بودیوویتسه)
یانکوف (به چکی: Jankov) یک منطقهٔ مسکونی در جمهوری چک است که در شهرستان چسکه بودیوویتسه واقع شده‌است. یانکوف ۱۲٫۰۸ کیلومتر مربع مساحت و ۳۷۶ نفر جمعیت دارد و ۴۸۸ متر بالاتر از سطح دریا واقع شده‌است.